# Tambatitanis
Tambatitanis („titán z města Tamba“) byl rod sauropodního dinosaura, žijícího v období spodní křídy (geologický stupeň alb, asi před 112 až 100 miliony let) na území dnešního jihozápadního Japonska (prefektura Hjógo, geologické souvrství Sasajama).

## Historie
Fosilie byly objeveny dvojicí amatérských paleontologů v srpnu roku 2006, vykopávkové práce následně zabraly pět sezón. Holotyp nese označení MNHAH D-1029280. Typový druh T. amicitiae byl formálně popsán dvojicí japonských paleontologů v roce 2014. Tento dinosaurus byl zřejmě titanosauriformem, vývojově vyspělým sauropodem. Holotyp sestává z částečně dochované kostry, včetně fragmentů lebky (mozkovna, spodní čelist).

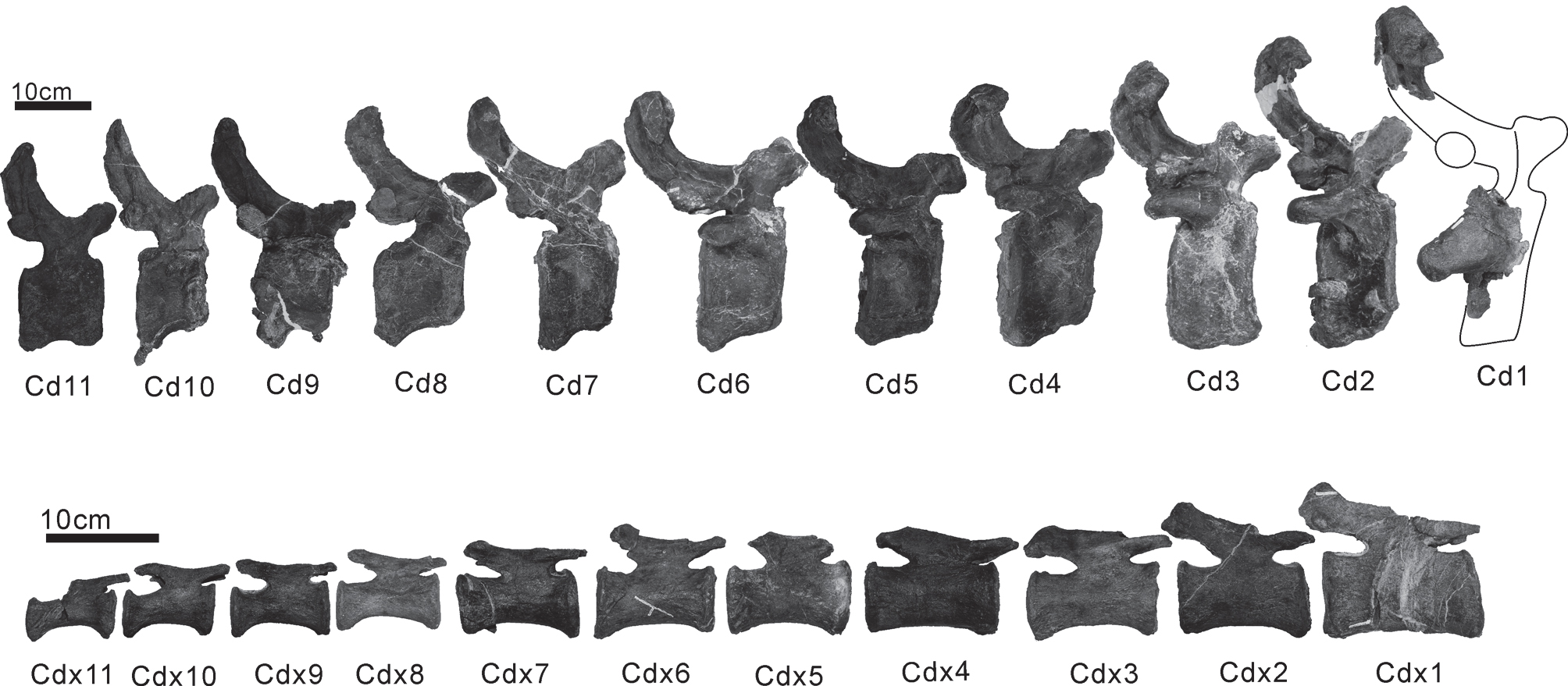
Tambatitanis amicitiae - ocasní obratle

## Popis
Tambatitanis byl poměrně velký býložravý dinosaurus, jehož délka je odhadována na 13 metrů a hmotnost asi na 15 tun. Podobně jako jiní titanosauriformové jej charakterizoval dlouhý krk a ocas, relativně malá hlava, mohutný trup a čtveřice sloupovitých končetin.

## Zařazení
Tambatitanis byl titanosauriformem z kladu Somphospondyli a jeho blízkými příbuznými byly například rody Euhelopus a Daxiatitan.